# Apuarema
Apuarema là một đô thị thuộc bang Bahia, Brasil. Đô thị này có diện tích 150,69 km², dân số năm 2007 là 7219 người, mật độ 47,91 người/km².